# Qoros 3
O Qoros 3 é o primeiro modelo fabricado pela empresa chinesa Qoros Automotive Co., Ltd.. Apresentado ao público no Salão Internacional do Automóvel de Genebra de 2013 junto com outros dois futuros derivados deste modelo sendo o Qoros 3 Cross Hybrid Concept e o Qoros 3 Estate Concept.
Em 2016 no Salão do Automóvel de Guangzhou foi revelado outro protótipo do modelo 3 com motor sem árvore de cames, batizado pela empresa de "Qamfree". Este conceito de motor foi desenvolvido em parceria com a empresa sueca Koenigsegg e sua subsidiária FreeValve.
As vendas do sedã começaram na China e na Eslováquia em novembro e dezembro de 2013 respectivamente. E as entregas na China começaram em janeiro de 2014.
A versão hatchback teve a sua estreia no salão de Genebra do ano de 2014. A versão seguinte foi a Qoros 3 City SUV, lançada em novembro de 2014.
O modelo 3 foi desenhado pelo ex-designer da Mini Gert Hildebrand, foram produzidas versões para os mercados de mão esquerda de direção.

## Segurança
Em setembro de 2013, o Qoros 3 tornou-se o primeiro veículo fabricado na China a receber 5 estrelas no teste de impacto da Euro NCAP. O veículo teve pontuação de 95% na proteção para ocupantes adultos e 87% na proteção de ocupantes crianças.
| Teste                    | Pontos | Resultados |
| ------------------------ | ------ | ---------- |
| Geral                    |        |            |
| Ocupante Adulto          | 34     | 95%        |
| Ocupante Criança         | 43     | 87%        |
| Pedestre                 | 28     | 77%        |
| Assistência de segurança | 7      | 81%        |

## Galeria

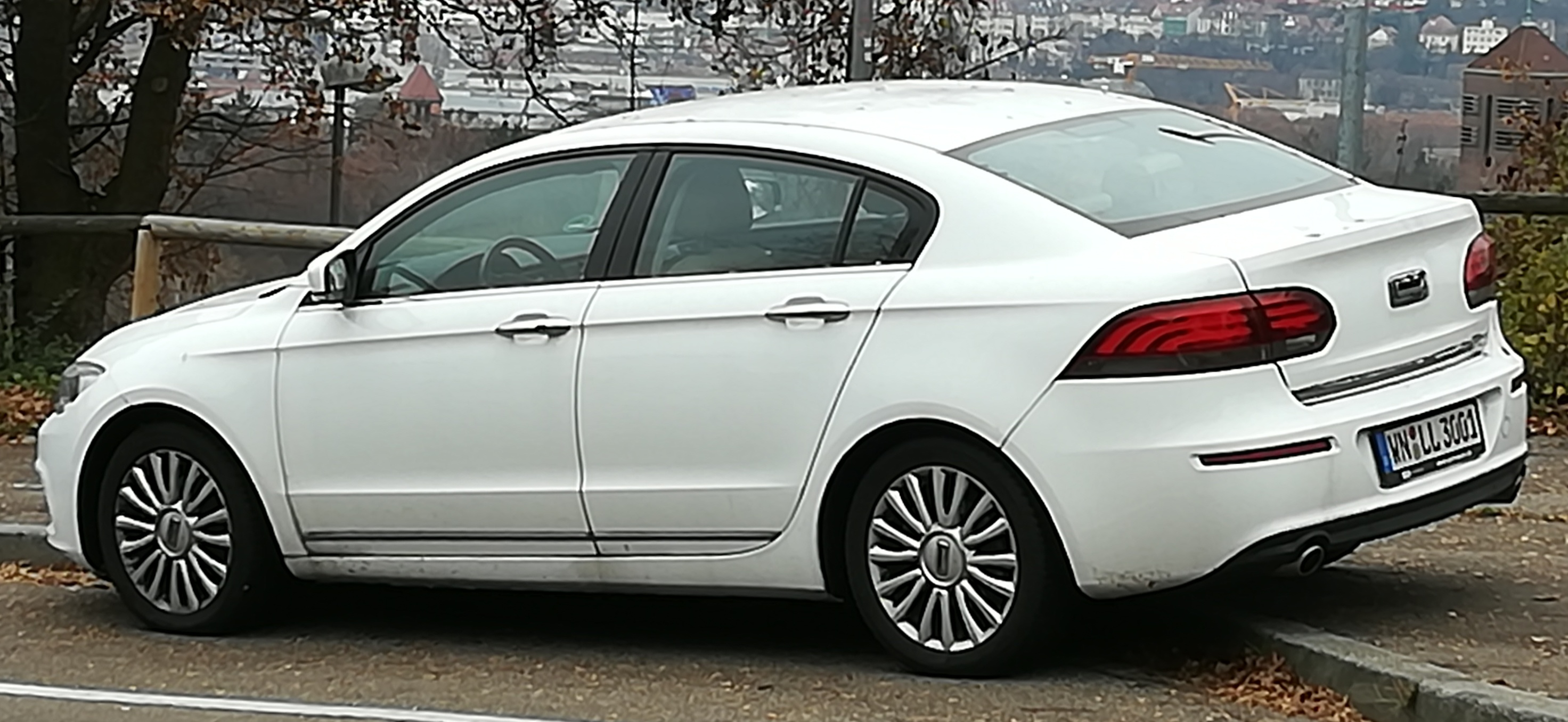
Qoros 3 sedan visão traseira
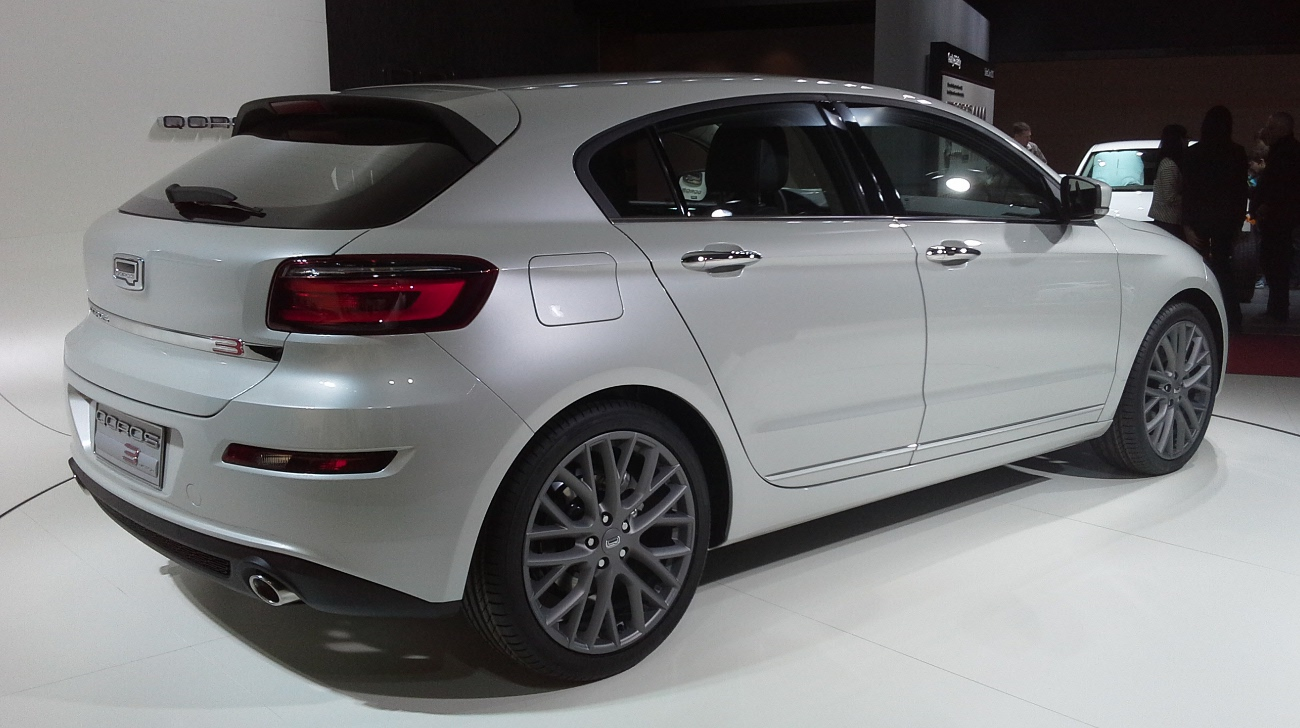
Qoros 3 hatch (2014) visão traseira
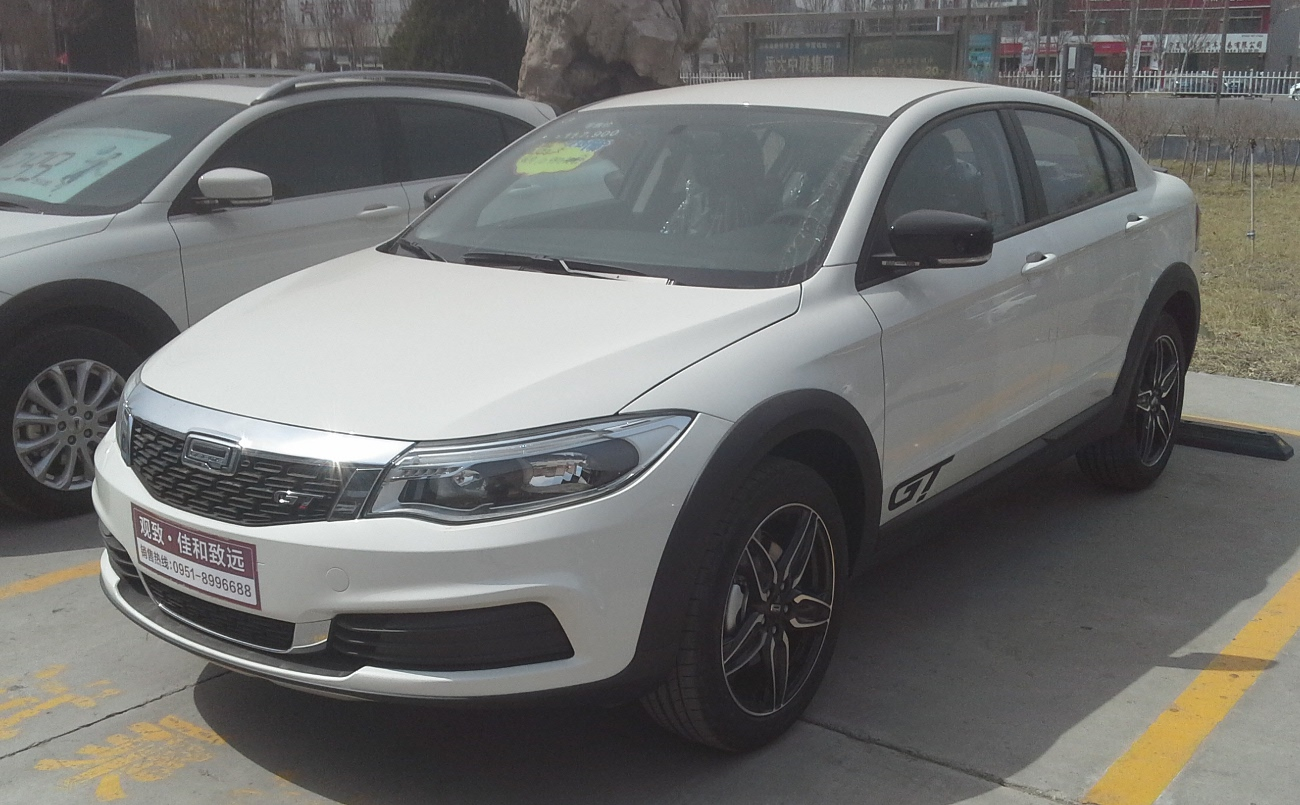
Qoros 3 GT frente
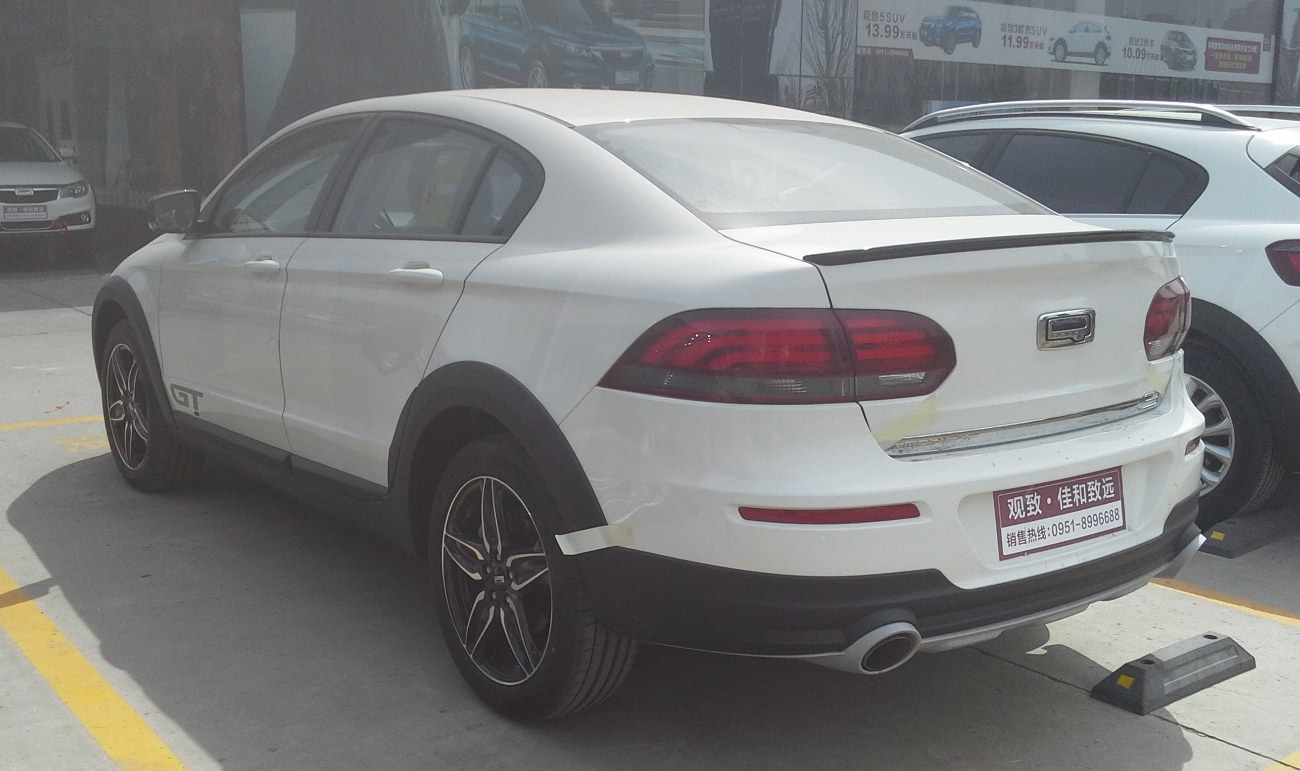
Qoros 3 GT traseira
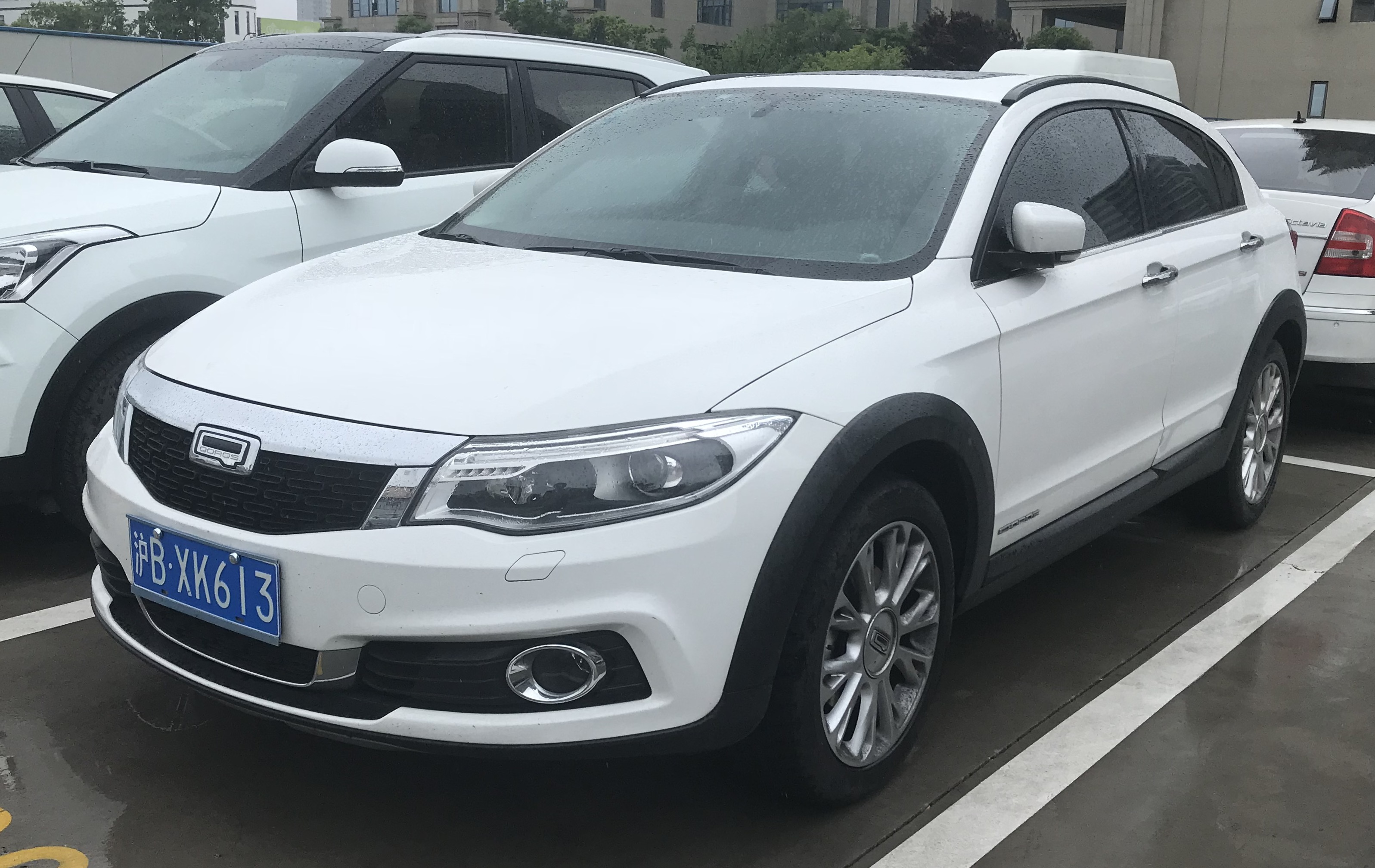
Qoros 3 City SUV frente
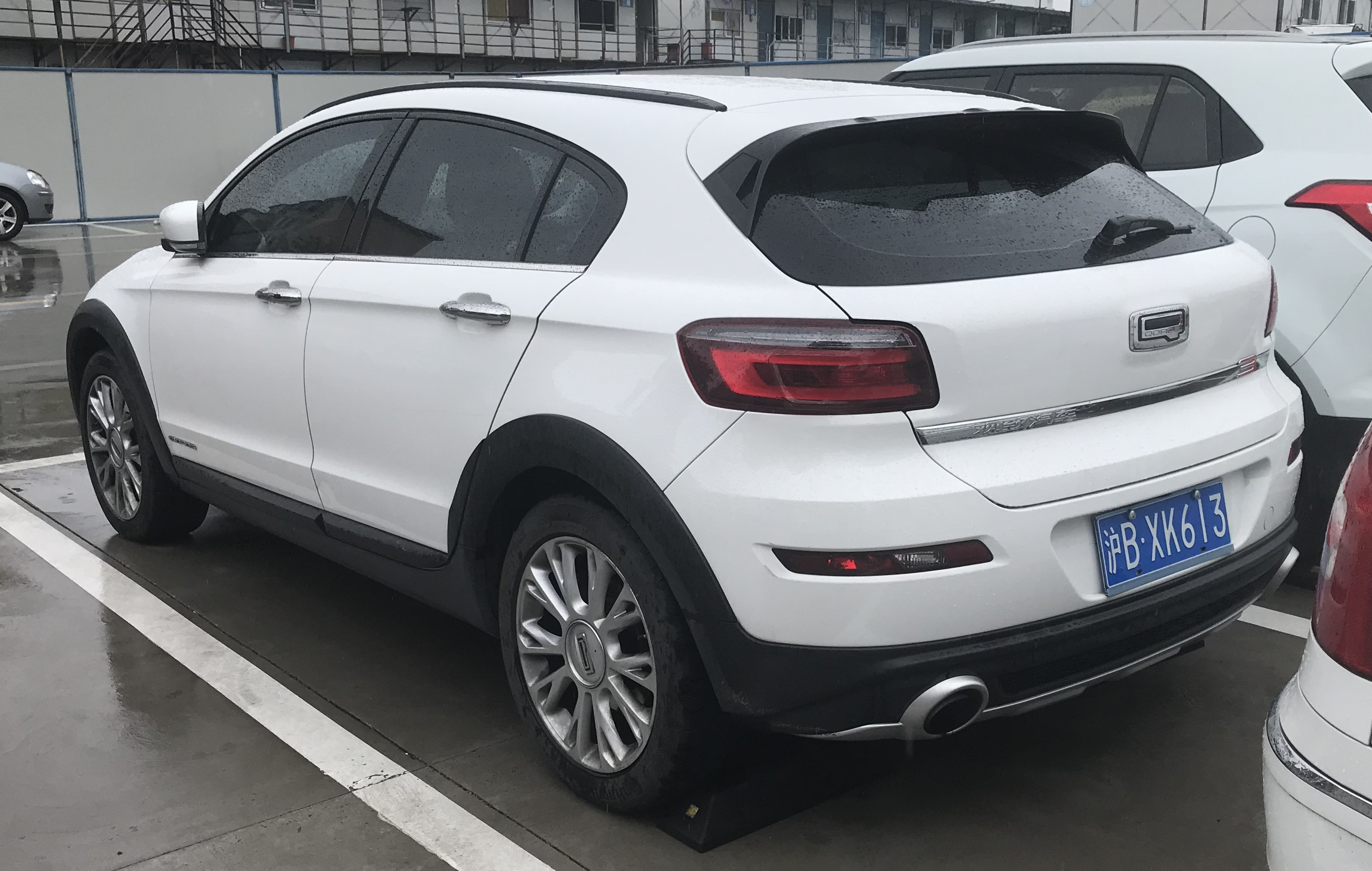
Qoros 3 City SUV traseira